# Kanté Facelli
Kanté Facelli est un vocaliste, arrangeur et guitariste guinéen.

## Biographie
Kanté Facelli fait partie de la troupe Ensemble Fodéba-Facelli-Mouangué formée en 1948 à Paris par Fodéba Keïta, renommée Théâtre Africain de Keïta Fodéba en 1949 puis Les Ballets Africains de Keïta Fodéba en 1950, avant d'être rebaptisée Les Ballets Africains de la République de Guinée à l’indépendance du pays en 1958. Il est directeur artistique des Ballets africains en 1959 et 1960.
Il est de la même famille que Mory Kanté.
Il meurt lors d'un accident d'avion aux environs du Maroc au retour d'une tournée.
L'artiste béninois G. G. Vikey lui rend hommage avec le titre éponyme Kante Facelli dans son album Chantre de la négritude et sa guitare africaine de 1976.

## Discographie
- Kanté Facelli et son Ensemble de Folklore Africain (1950)